# Altos de los Arrieros
Altos de los Arrieros är en bergskedja i Chile.   Den ligger i regionen Región de O'Higgins, i den södra delen av landet, 130 km söder om huvudstaden Santiago de Chile.
Trakten runt Altos de los Arrieros är permanent täckt av is och snö. Runt Altos de los Arrieros är det glesbefolkat, med 11 invånare per kvadratkilometer.